# Кораксола (Куженерський район)
Кораксо́ла (рос. Кораксола, марій. Кораксола) — присілок у складі Куженерського району Марій Ел, Росія. Входить до складу Юледурського сільського поселення.

## Населення
Населення — 48 осіб (2010; 53 у 2002).
Національний склад (станом на 2002 рік):
- марійці — 98 %